# Bedőháza
Bedőháza (ukránul: Бедевля [Bedevlja], oroszul: Бедевля [Begyevlja], románul: Bedeu) falu Ukrajnában, Kárpátalján, a Técsői járásban.

## Fekvése
Técsőtől keletre, Kiskirva és Técső között fekvő település.

## Története
Bedőháza nevét 1336-ban említették először az oklevelek Bedeuhaza néven.
1336-ban Károly Róbert király iktatta be a nekik adományozott Bedőháza birtokba Drag és Dragus királyi oláh szervienseket és határait Técsőtől is elválasztva leíratta.
Az 1910-es népszámlálás adatai szerint Bedőházának 2503 lakosa volt. Ebből magyar 66, német 412, rutén 2011 volt, melyből 2071 görögkatolikus, 405 izraelita volt.
Bedőháza a trianoni békeszerződés előtt Máramaros vármegye taracvizi járásához tartozott.

## Közlekedés
A települést érinti a Bátyú–Királyháza–Taracköz–Aknaszlatina-vasútvonal.

## Galéria

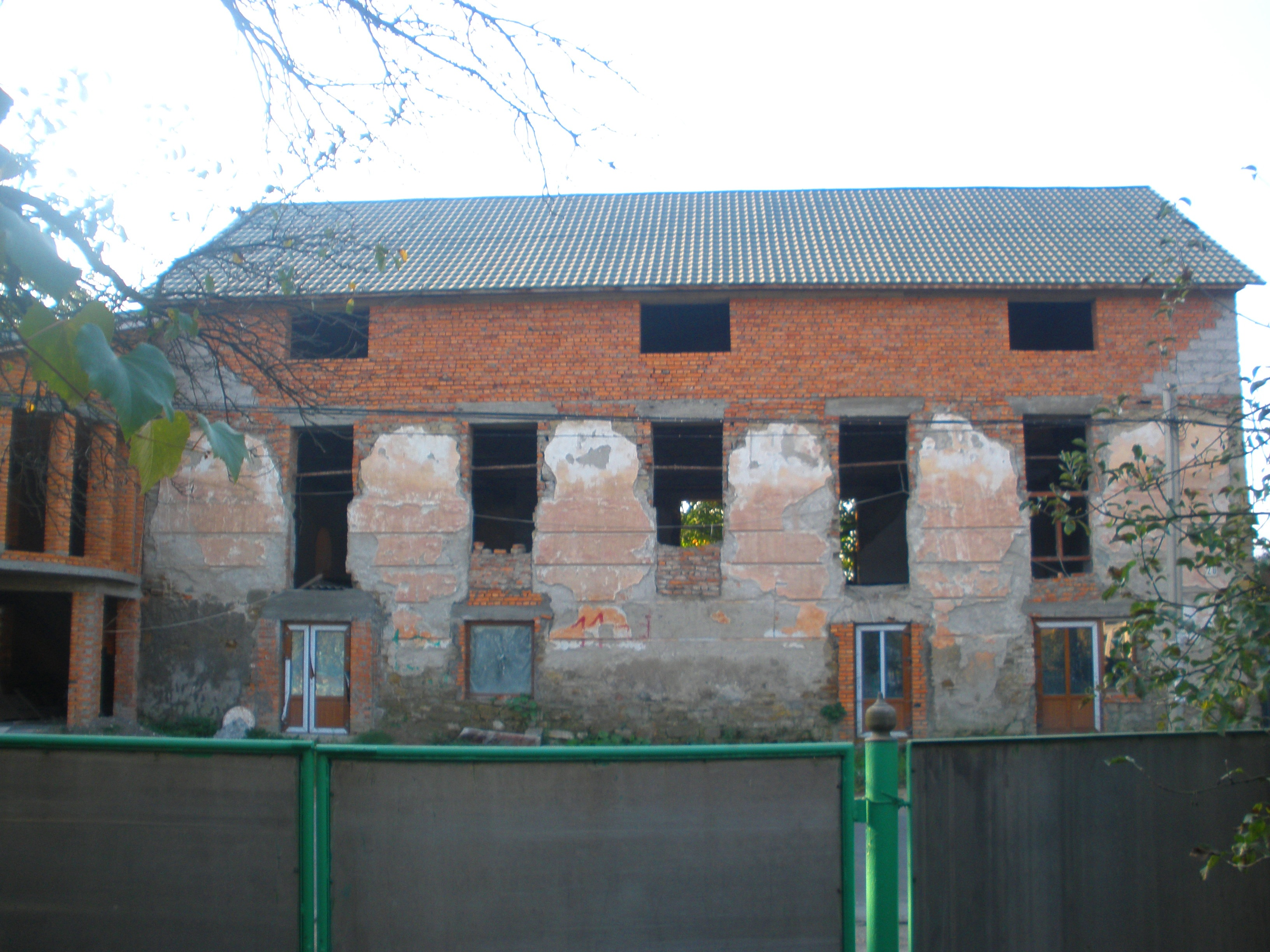
Egykori zsinagóga
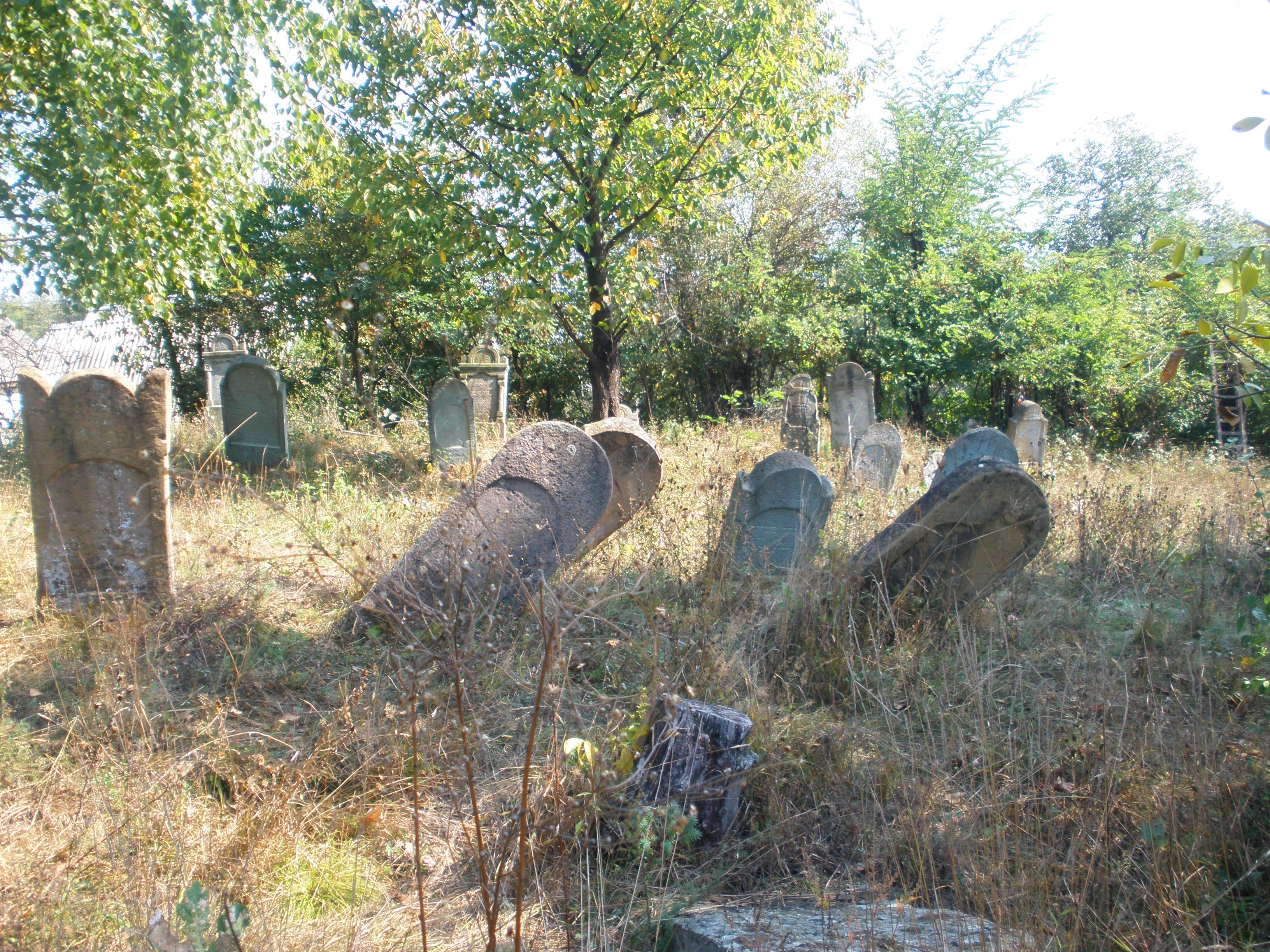
Zsidó temető